# Bộ Tư lệnh Cảnh vệ Tối cao
Bộ Tư lệnh Cảnh vệ Tối cao (tiếng Hàn: 호위사령부; Hanja: 護衛司令部) (còn gọi là Đơn vị 963, Cục Hộ tống, Bộ Tư lệnh Cảnh vệ, Bộ Tư lệnh Vệ binh, SGC, Cục Cảnh vệ và Tổng cục Cảnh vệ) là đơn vị an ninh có nhiệm vụ bảo vệ gia tộc họ Kim cầm quyền của Bắc Triều Tiên, giới quan chức cấp cao của Đảng Lao động Triều Tiên và VIP trong nước. Tư lệnh Cảnh vệ Tối cao hiện tại là Đại tướng Yun Jong-rin.

## Đặt tên
Gia tộc cầm quyền của Bắc Triều Tiên được cho là mê tín dị đoan và do đó số hiệu của Bộ Tư lệnh này liên quan đến cấu trúc thần số học "9 và 6+3=9" (số chín kép), số "9" được coi là may mắn.

## Lịch sử
Theo chính sử, Bộ Tư lệnh này từng tham gia Chiến tranh Triều Tiên (mà Bắc Triều Tiên gọi là "Chiến tranh Giải phóng Tổ quốc"). Đơn vị này còn huấn luyện nên 72 "anh hùng lao động" và 28 "anh hùng nước cộng hòa".
Tiền thân của Bộ Tư lệnh Cảnh vệ Tối cao được thành lập vào năm 1946. Từ thập niên 1970 đến giữa thập niên 1990, Bộ Tư lệnh này là một phần của Bộ An ninh Quốc gia. Tuy nhiên, Kim Nhật Thành vì muốn đối phó với một số nỗ lực đảo chính từ phía phe đối lập nên đã ra lệnh tái tổ chức Đội cận vệ bằng cách sa thải hàng chục sĩ quan và mở rộng đơn vị vệ sĩ riêng của mình thêm 200 người và đặt tên là "Đơn vị 2.16".
Ngày 27 tháng 4 năm 2018, Bộ Tư lệnh Cảnh vệ Tối cao đã điều động lực lượng phụ trách bảo vệ lãnh tụ Kim Jong Un khi ông đến thăm Bàn Môn Điếm.

## Tổ chức
Bộ Tư lệnh này trực thuộc Lục quân Nhân dân Triều Tiên và được chia thành khoảng sáu ban, ba lữ đoàn chiến đấu, một số sư đoàn cận vệ và một tiểu đoàn công binh. Toàn đơn vị có tới 95.000-120.000 quân nhân.
Sư đoàn cận vệ được chia thành ít nhất hai phân đội, Phân đội 1 chuyên bảo vệ Kim Nhật Thành và Phân đội 2 bảo vệ Kim Jong Il. Không rõ liệu Kim Jong Un có phân đội chuyên dụng mới hay không.
Bộ Tư lệnh này có doanh trại đóng quân trên khắp cả nước, thường là gần biệt thự chính thức, và có sự hiện diện mạnh mẽ ở Bình Nhưỡng. Họ cũng phụ trách việc giám sát giới tướng lĩnh quân sự và đảng viên chủ chốt để đảm bảo an toàn cho gia tộc họ Kim. Bộ Tư lệnh này còn phối hợp với Bộ Tư lệnh Phòng vệ Bình Nhưỡng (với 70.000 người) và Quân đoàn III để bảo vệ thủ đô và các địa điểm chiến lược khác. Các đơn vị quân sự khác này cung cấp thêm 95.000-100.000 binh lính, cùng với pháo binh và xe bọc thép nhằm bảo vệ giới lãnh đạo nước này.

### Tuyển mộ và huấn luyện
Theo lời khai của người đào tẩu Bắc Triều Tiên Lee Young-kuk, nhóm tuyển mộ thuộc Đội cận vệ bỏ thời gian đi tìm kiếm tân binh tại các trường trung học trên khắp cả nước, riêng học sinh phải ra xếp hàng để nhóm này kiểm tra. Điều kiện tiên quyết về thể chất như không có vết sẹo trên mặt và cơ thể cân đối. Những ứng viên tiềm năng sẽ được xem xét kỹ lưỡng về lịch sử gia đình để xem liệu họ có trung thành với đảng và có "xuất thân" tốt hay không. Ai mà được chọn thì sẽ được cấp một số ID trong khi tất cả các hồ sơ khác đều bị xóa sạch; việc liên lạc với gia đình bị cấm. Chỉ một thành viên trong mỗi gia đình được phép làm vệ sĩ.
Những người mới tuyển mộ đều được đưa đến các trại huấn luyện đặc biệt trong sáu tháng và phải trải qua khóa huấn luyện kéo dài tới hai năm. Quá trình huấn luyện bao gồm theo học lớp Taekwondo, bắn súng, hành quân 25 km với đầy đủ trang bị và chiến thuật hoạt động đặc biệt. Theo người đào tẩu Oh Young-nam, cựu thành viên Bộ An ninh Quốc gia, Bộ Tư lệnh Cảnh vệ Tối cao đã xuất bản một cuốn sách huấn luyện dày 300 trang ghi lại chi tiết những sự cố an ninh trước đây.:547

## Tư lệnh
- Ri Ul-sol - 1996–2003
- Yun Jong-rin - 2003–2020
- Kwak Chang-sik (곽창식)- 2020

## Nhân vật
- Lee Young-kuk[14]
- Pak Su-hyon[16]